# Phyllanthus melleri
Phyllanthus melleri är en emblikaväxtart som beskrevs av Johannes Müller Argoviensis. Phyllanthus melleri ingår i släktet Phyllanthus och familjen emblikaväxter.
Artens utbredningsområde är Madagaskar. Inga underarter finns listade i Catalogue of Life.